# Elezioni regionali in Italia del 1998
Le elezioni regionali italiane del 1998 coinvolsero le tre regioni autonome del Nord. Queste elezioni seguirono dunque quelle del 1993.
Riguardando solo regioni speciali, con forti minoranze etniche, queste elezioni ebbero valenza strettamente locale.

## Elenco
- Elezioni regionali in Valle d'Aosta del 1998, 31 maggio
- Elezioni regionali in Friuli-Venezia Giulia del 1998, 14 giugno
- Elezioni regionali in Trentino-Alto Adige del 1998, 22 novembre